# NGC 4206
NGC 4206 (również IC 3064, PGC 39183 lub UGC 7260) – galaktyka spiralna (Sbc), znajdująca się w gwiazdozbiorze Panny. Odkrył ją William Herschel 17 kwietnia 1784 roku. Należy do gromady w Pannie.

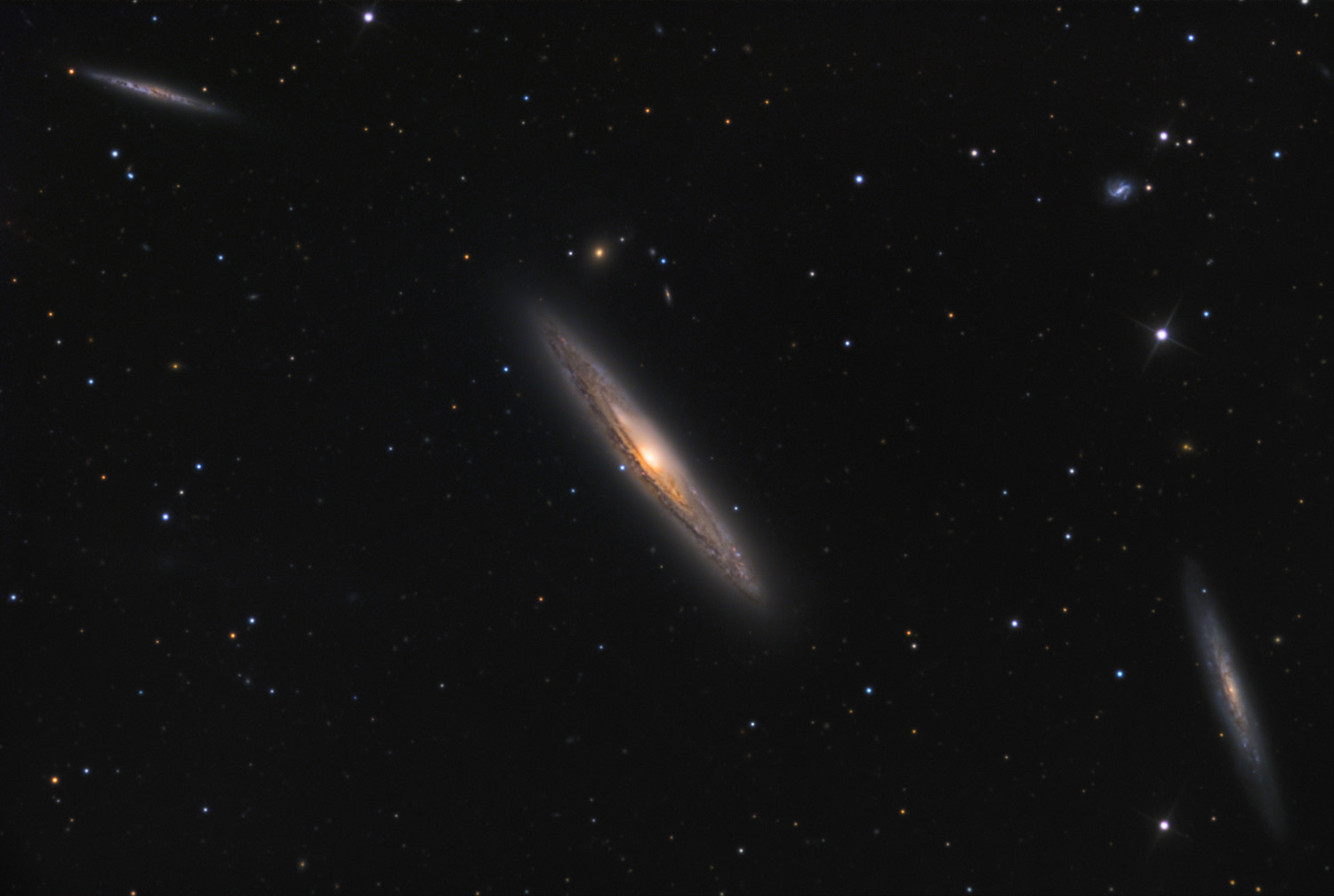
NGC 4206 (w prawym dolnym rogu), w środku NGC 4216, w lewym górnym rogu NGC 4222 (zdjęcie Mount Lemmon SkyCenter)